# Light Strike Vehicle
Pour les articles homonymes, voir LSV.
Cet article traite d'un véhicule militaire principalement utilisé par l'armée américaine. Pour le LSV fabriqué à Singapour, voir Spider Light Strike Vehicle
Le Light Strike Vehicle, ou LSV (en français : véhicule d'assaut léger), est une version améliorée du Desert Patrol Vehicle (DPV, en français : véhicule de patrouille du désert), qu'il a d'ailleurs remplacé.
Alors que les unités militaires classiques ont préféré remplacer leurs DPV par des Humvees, les groupements des forces spéciales ont adopté le LSV pour sa taille compacte et sa mobilité élevée. Il appartient à la famille des véhicules « IT-LTV » (Internally Transportable Light Tactical Vehicles : véhicules tactiques légers transportables en intérieur). Il est utilisé pour des raids rapides (comme son nom le laisse supposer), des missions de reconnaissance, soutien des forces spéciales et de lutte anti-guérilla légère.

## Caractéristiques

### Protection
Le LSV est totalement dénué de toute forme de blindage, ce qui n'offre aucune protection contre les armes à feu, même de petit calibre.
Le conducteur et son passager sont assis côte-à-côte à l'avant, tandis-que le mitrailleur est assis sur une place arrière centrale surélevée, juste devant le moteur. Son siège peut pivoter sur un tour complet pour utiliser la 7,62 mm de défense dirigée vers l'arrière (généralement une M60 E3).

### Mobilité
Il peut être aérotransporté à l'intérieur d'hélicoptères de transport tels que les CH-47 ou CH-53. Le nouveau ALSV a, lui, une apparence plus conventionnelle et est assez différent des autres versions.

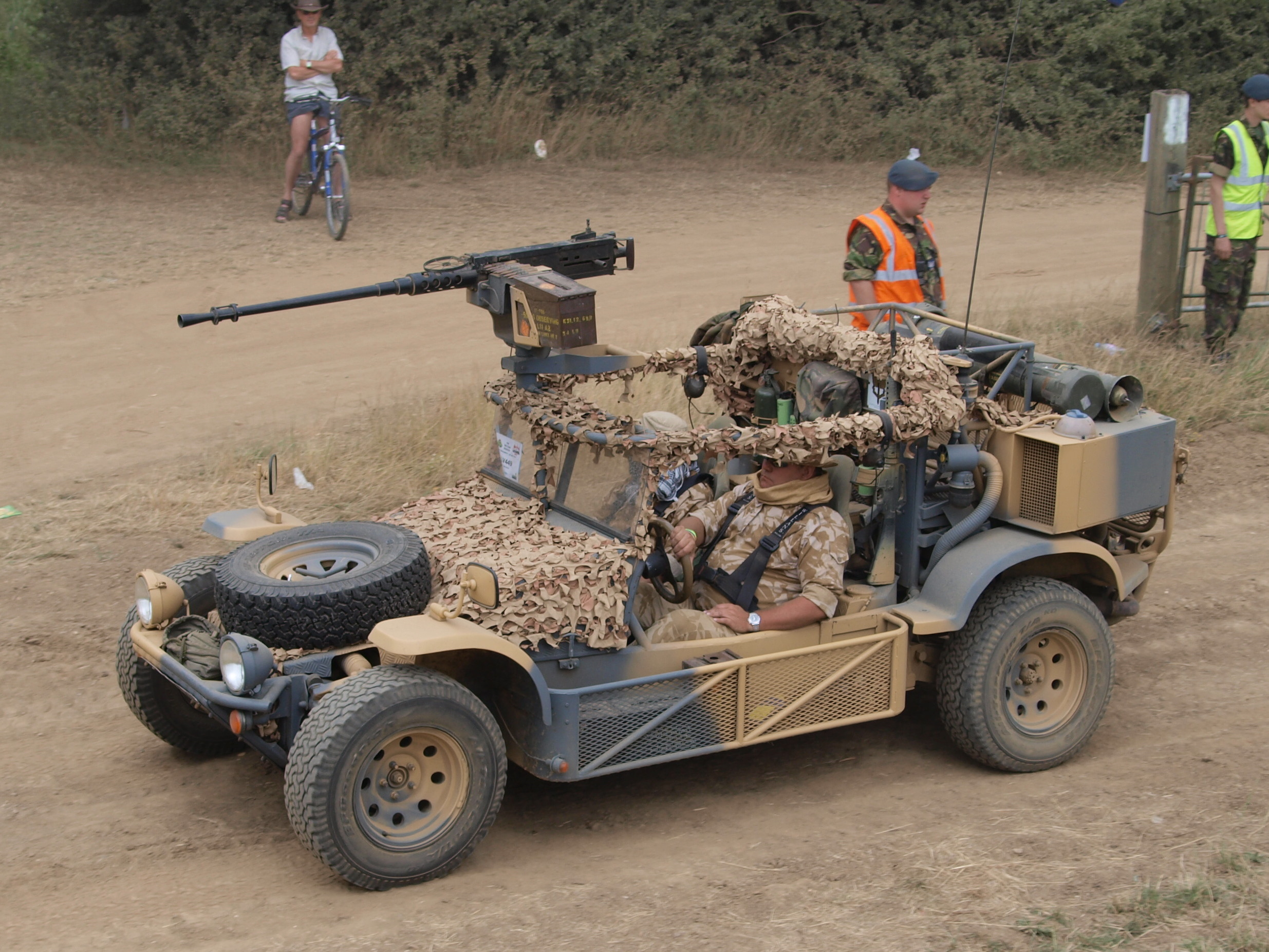
Un ALSV, la génération actuelle du LSV.

### Armement
L'armement de base du LSV est quasiment identique à celui du DPV qu'il remplace. Ne lui est ajoutée qu'une mitrailleuse de 7,62 mm dirigée vers l'arrière, faisant face au-dessus du moteur (souvent une M60E3).
Si un système antichar TOW est monté, son lance-missiles remplace l'emplacement du troisième passager (le mitrailleur) et l'arceau qui y était associé. Parfois, deux lance-roquettes antichar M136 AT4 sont montés sur les côtés de la partie supérieure de l'arceau au-dessus du conducteur.

## Utilisateurs
Contrairement au DPV, le LSV a connu un relatif succès à l'export, où il est vendu comme « Light Attack Vehicle » (véhicule d'attaque léger).
La génération actuelle est l'ALSV, « A » pour « Advanced » (Avancé). Il est actuellement utilisé par l'United States Marine Corps, l'United States Army, l'United States Navy, et les forces armées de la Grèce, du Mexique, d'Oman, du Portugal et de l'Espagne. Le Royaume-Uni a retiré du service ses LSV vers le milieu des années 1990.